# 순풍산부인과
《순풍 산부인과》(順風産婦人科)는 1998년 3월 2일부터 2000년 12월 1일까지 방영한 SBS 일일 시트콤이다.

## 제작진
- 기획 : 배철호 → 주병대
- 프로듀서 : 김병욱, 김영기, 주병대, 윤인섭

초반에서 중반까지는 김병욱 PD가, 후반에는 주병대, 윤인섭 PD가 연출을 맡았다.
- 작가 : 전현진, 정진영, 김의찬, 양희승, 송재정, 서은정, 마석철, 신동익, 조성완, 김경주, 조수경

## 등장 인물

### 미달이네
- 오지명 - 오지명 역 (순풍산부인과 원장)

성격이 매우 급한 편이며, 자신의 의견에 따르지 않는 걸 굉장히 싫어하는 독불장군 타입의 병원 원장이다. 궁금한 건 절대 참지 못하며, 사고를 치면 그 범인은 차라리 무조건 잡으려 하고, 기인열전에 나오는 것을 따라하는 취미가 있다. 서울대 의대에 재학 중이던 시절 4·19 혁명(1960년)에 참여했다가 도중 군경에 쫓기던 몸을 숨기는 과정에서 용녀를 만나게 되고, 훗날 그녀와 백년가약을 맺어 슬하에 4녀를 둔다. 겉으로는 용녀에게 애꿎은 일을 시키는 것 같아도 내심은 누구보다 용녀를 아끼고 사랑한다. 참고로 여담이지만 2000년 5월 중순부터 2000년 6월 중순까지는 MBC에서 한 일일 드라마 당신 때문에 촬영 때문에 독일(베를린)로 세미나를 갔다는 설정 하에 잠시 하차하였다가 이후에 복귀하였고, 작품 종영 무렵에 독일 베를린 훔볼트 대학교 의과대학에 6개월간 교환교수로 인봉(표인봉도 독일 베를린 훔볼트 대학교 간호과학연구원 연수생 합류)과 함께 가게 되면서 완전히 하차하게 된다.
- 선우용여 - 선우용녀 역 (오지명의 아내, 산부인과 안주인)

학창시절에 매우 배운것 없이 무식한 여학생이었다. 부모님은 슈퍼를 경영하시며 생계를 유지했고, 화투에 사연이 많다. 서두가 너무 길어 할말 안할말 가리지 않고 하는 타입이며, 묻지도 않고 행동하는 경우가 많아 지명에게 많이 혼나기 일쑤다.
- 박영규 - 박영규 역[2] (오미선의 남편, 학원 강사)

홍제동 3통 8반 반장. 그의 조상은 산적, 작두타기 기인, 마당쇠였다. 국민학교 시절에는 웅변에 취미가 있어 정치인이 꿈이었으나, 웅변대회에서 망신을 당한 이후로 정치인의 꿈을 접고, 중고등학생들이 멀리뛰기를 하는 것을 보고 멀리뛰기선수가 되길 원한다. 그러나 멀리뛰기 선수시절 대회에서 점수가 많이 안 나와 그 꿈을 접고, 대학생이 기타 치고 노래하는 것에 가수가 되길 원한다. 그러나 대학생 때 음반회사 오디션에서 떨어지는 바람에 가수의 꿈을 접고, 영어과외선생을 모집한다는 공고를 보고 영어강사가 된다. 훗날 미선의 과외선생이 되고, 그 이후 미선과 결혼까지 성공하며, 잠시 어린이 영어 비디오 쪽에서 일하다가 쉬고 학원 영어강사로 들어갔다. 자기 돈을 쓰기 싫어하는 구두쇠 타입이며, 찬우의 집에 가면 제일 먼저 냉장고를 뒤지고, 중국요리를 시켜먹으면 몰래 먹고 간다. 그러다가 찬우 대신 들어온 창훈에게 된통 당하고 만다. 특이사항은 미달이에게 자주 방귀총을 겨눈다는 것이다.
- 박미선 - 오미선 역 (오지명의 첫째 딸, 박영규의 아내)

여고시절 과외선생 영규에게 반하며 연애와 결혼에 성공하는데, 결혼 후 영규의 모습에 실망하며 속상해한다. 용녀와 같이 사고치고 지명에게 혼나기 일쑤이며, 집안 애꿎은 일은 몽땅 맡아서 한다. 나이 차이가 많이 나는 동생 혜교와도 트러블이 많은데 딸 미달이까지 속을 썩여 늘 맘고생이 심하다.
- 김성은 - 박미달 역 (박영규와 오미선의 외딸)

먹을 것을 굉장히 좋아하며, 동네에서는 골목대장이다. 의찬이와 정배를 미친듯이 부려먹고, 못생긴 얼굴에 잘난척 대마왕으로 친구들 사이에서 인기가 없지만, 의찬이와 정배를 정말 좋은 친구로 생각한다. 성격도 외할아버지 지명을 닮아서 그런지 고집불통이다.
- 이태란 - 오태란 역 (오지명의 둘째 딸, 산부인과 전문의)

외모와는 다르게 노처녀라는 콤플렉스가 있다. 아니나 다를까, 겉모습은 미인형이지만 말한마디만 나오면 남자들이 다시 만나길 원하지 않는다. 그러던 중 직장동료 찬우와 연애하게 되고, 찬우가 미국으로 떠나자 한동안 외로워하는데, 오중의 절친 주현을 만나게 되고 추후에는 MBC 주말극 캐스팅 탓인지 결혼하게 되어 미국으로 떠나는 형식으로 빠진다.
- 김소연 - 오소연 역 (오지명의 셋째 딸, 산부인과 의사[4])

아버지와 같은 병원의 의사로 근무하고 있지만, 의대를 나온 것이 맞나 싶을 정도로 아는 것이 많지 않다. 오중과 연애를 하게 되는데, 오중이 찬우와 같은 집에 살면서 오중의 집에 가는 걸 별로 좋아하지 않는다. 의찬이가 자기 미래의 배우자라고 꼽을 정도다. 찬우와 알 수 없는 감정을 느끼다가 추후에 미국을 거쳐 캐나다로 유학을 가게 된다.
- 송혜교 - 오혜교 역 (오지명의 넷째(막내) 딸, 대학생)

겉모습이 예뻐서 남학생들에게 인기가 많을 것으로 보이지만 사실은 그렇지가 않다. 놀기만 좋아하며, 공부와는 거리를 많이 두고 있는 요즘 세대 여대생. 돈이라면 사족을 못 쓰는 타입이며, 돈 쪽으로는 머리가 잘 돌아가지만, 공부 쪽으로는 못 하는 건지 안 하는 건지 모를 정도로 심히 무식하다. 특히 미달이와 앙숙관계라서 마주치면 꼭 다툰다. 작품 후반부(659회)에 강원도 속초로 취업을 하게 되었다는 설정 하에 소리없이 하차하였다.
- 김용림 - 김용림 역 (오지명의 어머니, 가정과장)

1960년 4.19혁명 이후 만난 지명과 용녀를 자신의 집에서 살게 해주지만 용녀를 계속 구박하다가 세상을 떠났다.

### 의찬이네
- 김찬우 - 김찬우 역 (순풍산부인과 전문의, 의찬이 아빠)

경기도 가평 만석꾼 내외 김민재 선생과 서은심 여사의 3남 2녀(5남매) 중 막내아들. 국민학교 4년 후배 권오중과 함께 살고, 홀로 의찬이를 키우고 있다. 돌싱이 된 이후에는 여자를 굉장히 밝히며, 병원 환자들에게 인기가 많다. 말은 잘하지만, 여자들에게는 결국 그게 결정적으로 독이된다. 태란과 사귀게 되지만, 훗날 미국에 있는 선배로부터 볼티모어의 존스 홉킨스 대학교 연구원 자리를 제의받아, 의찬이를 남기고 미국으로 떠나게 된다.
- 김성민 - 김의찬 역 (김찬우의 외아들)

서울 출생. 혼자서 두꺼운 백과사전을 다 읽을 정도로 머리가 좋다. 하지만 힘은 약해 늘 미달이에게 당할때가 많다. 아빠인 찬우가 미국으로 떠나서 슬퍼했고, 피붙이도 아닌 창훈과 오중 사이에서 성장하게 된다.
- 권오중 - 권오중 역[5][6]

김찬우의 국민학교 4년 후배. 경기도 가평 빈농 부부 권희봉 선생과 김소담 여사의 1남 4녀(5남매) 중 막내아들. 극중에서 오소연과 연인 사이로 나온다. 오소연이 유학 간 이후에는 자신을 짝사랑하는 허영란을 의식하게 되고, 결국은 소연과 결별하고 영란과 사귀게 된다. 찬우가 의찬이를 남기고 미국으로 떠난 이후로는 사실상 의찬이의 보호자가 되었다. 초등학교 때 원래 꿈은 경찰이었지만, 자신이 짝사랑하는 여자아이의 꿈이 화가라고 하자, 자신도 화가가 되겠다고 한다. 고등학교 때는 원래 이과반이었는데, 자신이 짝사랑하는 여학생이 문과반에 있어 교차지원하기로 하고, 대학시절에는 영문과로 들어갔지만 자신이 짝사랑하는 여자가 신문방송과에 있어 전과해 결국 작가로 취업하게 되었다. 작품 후반부에 아프리카(스와질란드) 오지 탐험 다큐멘터리 취재를 가게 되면서 하차하게 된다.
- 이창훈 - 이창훈 역 (순풍산부인과 전문의)

김찬우의 중학교 1년 선배. 경기도 가평 부농 내외 이영후 선생과 박복순 여사의 1남 1녀 중 첫째로 출생. 김찬우가 하차한 이후 등장한 산부인과 전문의로 권오중과 함께 산다. 조금은 어리버리하고 약한 캐릭터로 나온다. 하지만 약삭빠른 박영규가 이유 없이 이창훈에게는 번번이 지고 만다. 한 번은 박영규에게 샥스핀을 대접한 이후 박영규에게 떡꼬치, 장난감개구리, 비디오대여 등 약간의 빌붙기를 하다가 박영규가 좋아하는 개고기를 사준답시고 차라리 개고기는 전적으로 본인이 계산하지만 이외의 다수 지출 등은 박영규에게 내라고 하는 등 박영규에게 돈을 쓰게 한다. 우여곡절 끝에 오혜교와 연인이 된다. 화를 잘 내는 타입은 아니지만, 화가 나면 무서운 헐크로 변한다. 어릴 때부터 꿈이 의사였고, 국민학생 시절에는 혼자서 의사놀이를 했었고, 중학교 때는 성적이 하위권에 있었지만 의사가 되겠다는 집념 하나는 있었고, 고등학교 때 의사의 꿈을 이루기 위해 열심히 공부해 전교 1등까지 해서 20년 동안의 장래희망이었던 의사의 꿈을 결국 이뤘다.
- 김성진 - 이상인 역(순풍산부인과 간호사)

권오중이 하차하면서 그의 후임이자 순풍산부인과 간호사로 들어왔다. 김찬우의 고종사촌 남동생이며, 경기도 양평 농부 내외 이남영 선생과 김말순 여사의 1남 2녀(3남매) 중 막내로 출생.

### 병원
- 장정희 - 김정희 간호사 역 (순풍산부인과 수간호사)

고향은 충청북도 청주시로, 육군 특전사 간호장교(예비역 육군 간호장교 소령) 출신으로, 호탕한 성격의 소유자다. 할아버지 김선민 선생과 아버지 김창완 선생을 닮아 쿵푸(태극권)를 즐기며, 취미는 쌍절곤으로 무술에 관심이 많다. 시원시원한 성격으로 원장 지명과 트러블이 많으며, 인봉을 좋아하게 되고 나중에는 결혼에 골인한다. 허간호사와 내기를 할적마다 늘상 진다. 작품 종영 무렵에는 임신을 했다.
- 표인봉 - 표인봉 간호사 역 (순풍산부인과 남자간호사)

동생을 포함하여 온 가족이 소심한 성격을 갖고 있는 소심한 가족 출신이다. 오지명 원장의 사촌형님 오태석 부동산 공인중개업자가 표범표(표인봉의 아버지)의 국민학교 선배인데, 아빠 찬스 그 자체를 주요 매개체로써 아버지 친구 오태석이 소개하여 결국 오태석 사촌 남동생 오지명에게 간곡히 부탁이 섞인 낙하산 꽂아줌으로 인하여 오지명 원장의 개업병원 간호원으로 업무하는 그는 전직 애인 장진영이 병원을 떠나면서 한동안 외로워하다가 김간호사의 정성에 반하여 김 간호사와 연애를 하게 되고 결혼까지 하게 된다. 어린 시절에는 잡지모델로 실릴 만큼 초등학교 얼짱 출신이었고, 중학교 때는 여자후배들한테 인기가 많았으나, 고등학교에 들어가게 되면서 얼굴이 평범해지고 탤런트가 꿈이었으나 집안 반대로 간호학과로 들어가게 되어 산부인과 간호사가 되었다. 작품 후반부에 지명과 함께 독일(베를린)로 가면서 하차하게 된다.
- 故 장진영 - 장진영 간호사 역 (순풍산부인과 간호사)

인봉의 여자친구였다. 제주도 제주 만석꾼 부부 장만길 선생과 정옥배 여사의 막내딸. 남들은 다 아는데 혼자만(인봉과) 비밀연애라고 생각한다. 병원을 떠날 때 표간호사가 자기 남자친구라고 밝히지만 모두들 놀라지 않을 정도였다. 다른 병원으로 옮기면서 진영의 양다리로 둘은 헤어지게 된다. 특이하게도 오프닝(배역소개)에서는 장진영이 아닌 '정진영'으로 소개된다.
- 송선미 - 송선미 간호사 역 (순풍산부인과 간호사)

진영이 나가고 새로 들어온 간호사. 찬우를 짝사랑하며, 찬우와 잘 되는 상상만 한다. 결국 찬우와 똑같이 생긴 충청남도 천안시 출신의 알부자 집안 피아니스트와 눈이 맞아 결혼하고 병원을 떠난다.
- 허영란 - 허영란 간호사 역 (순풍산부인과 간호사)

빵을 좋아해서 별명이 '빵순이'다. 지명의 막내딸 혜교의 친구이고, 혜교의 추천으로 순풍산부인과에 들어왔다. 짝사랑하는 오중에게 정성을 들이나, 소연이라는 애인이 엄연히 있는 오중은 영란을 쉽게 받아들이지 못한다. 그래도 오중에게 정성은 끝까지 보인다. 찬우가 있을 때는 찬우한테 당해서 늘 복수를 꿈꿨으나, 찬우가 나가고 들어온 창훈은 더 할 정도로 영란을 괴롭힌다. 추후에 모두 집으로 불러들여 창훈에게 푸대접을 한다. 한편 작품 후반부에 소연과 영란 사이에서 고민하던 오중은 결국 영란을 선택해서 오중과 영란은 마침내 사귀게 되었고, 게다가 극중 파트너였던 권오중이 휴식기를 갖기 위해 중도 하차함에 따라 이 쪽도 2000년 10월 20일 방송분 이후 고향으로 내려가 양호교사 준비를 한다는 설정 하에 하차한다.
- 남궁연 - 남궁연 역 (순풍산부인과 전문의)

닉네임은 아연, 황동 스님. 순풍산부인과 원장 오지명이 잠시 해외 파견을 가 있는 동안 잠시 순풍산부인과 전문의로 있었다.
- 김미화 - 김미화 역 (순풍산부인과 간호사)

657화 이후 새로 들어온 간호사
- 원수현 - 원수현 역 (순풍산부인과 의사)

김미화와 똑같이 657화 이후 새로 들어온 의사

### 기타
- 성명미상 - 김철수 역, 박영규의 학원에 등록만 되어있고 수업에 참여하지 않는 불량 학생.(224회)
- 장덕수 - 장덕수 역, 학창 시절 회상 속에서 오지명 원장의 중학교 2학년 시절.
- 정성환 - 정성환 역, 학창 시절 회상 속에서 오지명 원장의 의과대학 본과 3학년 시절.
- 김여진 - 김여진 역, 학창 시절 회상 속에서 선우용녀 여사의 22세 시절.
- 이태리 - 김정배 역, 미달이와 의찬이의 친구, 미달이와 의찬이가 초등학교에 입학하던 날 정배는 입학을 하지 못한다. 알고 보니 정배가 1살 어렸던 것이었다. 이에 미달이와 의찬이는 누나와 형이라고 부르라며 한바탕 소동이 벌어지게 되나 결국 마지막까지 이들은 그냥 친구로 지내게 된다.
- 정인선 - 정아라, 이세미나 역, 미달이와 의찬이, 정배의 친구[13] 원래 설정은 의찬이를 좋아해서 미달이와 라이벌인 관계였고 자주 쓰는 말버릇으로는 '니뿡'이 있었으나 배우가 정인선으로 교체된 이후로는 니뿡을 쓰는 장면이 없어졌고 의찬이를 좋아하고 미달이와 라이벌이라는 설정도 흐지부지되고 다소곳한 여자아이라는 설정으로 마지막까지 이어졌다. 다른 배우가 세미나를 맡았을 때 정인선은 '아라'라는 이름으로 출연했다.
- 이지영 - 이지영 역. 이세미나의 동갑내기 사촌 언니.
- 이신재 - 이신재 역, 이세미나의 할아버지.
- 곽민찬 - 곽현식 역. 오혜교의 1번째 남자친구로 출연했다. 결국, 물질공세로써 오혜교에게 구애했다. 곽현식은 곽민찬으로 개명하기 전 본명이었다.
- 박준형 - 쭌 역, 혜교의 친구로, 원래 직업은 영어 강사(영어 선생)이다. 의찬, 미달, 정배가 잘 따를 정도로 어린이를 좋아한다.
- 정웅인 - '오대열' 역. 오지명 원장의 사촌 형님 오태석 공인중개업 대표의 2남 2녀(4남매) 중 막내아들(차남). 126화에서 오지명이 보증을 서주고 6000만원까지 빚을 지게 만든다. 326화에서 감옥에 갔다가 출소한다. 방영 초기엔 단역으로 병원장, 깡패, 복집 주방원 등 여러 역할로 출연하였다.
- 윤기원 - 윤기원, 박영광 역. "1인 100역"으로 색다른 재미를 주었다.[14] 작품 종영 무렵에 기존 멤버들의 대거 이탈한 후에는 박영규의 막내동생 "박영광" 역으로 마지막회까지 고정출연하였다. 박영광 외 다역에서는 이름이 항상 윤기원이다. 이 작품에서 다역으로 출연함으로서 '또기원'이라는 별명도 있다.
- 오윤아[15] - 정배 엄마 역. 아들 정배가 원하는 것이라면 다 들어준다.
- 윤서현 - 윤서현 역. 윤기원만큼 1인 다역할 출연. 순풍산부인과 산모 가족 등으로 자주 출연했다. 그 이후에 《거침없이 하이킥》, 《지붕뚫고 하이킥》, 《하이킥! 짧은 다리의 역습》 등에 출연하며 김병욱 PD와 인연을 맺고 있다.
- 전원주 - 말복엄마 역, 홍말복 양은 그녀의 딸. 홍제동의 문제거리가 생기면 앞장서서 해결하는 행동대장이다. 박영규가 홍제동 반장으로 임명되고 그 누구보다 제일 좋아했으며, 고상순을 매우 혐오해한다. 심지어 박영규와 고상순을 이간질시킨 장본인이기도 하다.
- 권은아 - 강토엄마 고상순 역, 맹강토 군은 그녀의 아들. 박영규와 티격태격하면서 극의 웃음을 유발한다. 개고기를 좋아하는 박영규를 이용해서 골탕 먹이는 에피소드와 엉덩이에 붙은 스티커를 떼려다 엉덩이 만진 치한범이라고 소문내는 에피소드로 유명하다.
- 김영옥 - 중국집 서빙역, 박영규와 고상순이 같이 식사를 했던 중국집의 서빙역. 박영규가 고상순의 엉덩이에 붙은 스티커를 뗀 장면을 목격했고, 고상순이 동네모임에서 박영규는 치한범이므로 반장의 자격이 없다고 하여 반장을 사직하라고 하고 박영규가 속상한 마음에 식구들과 식사를 하러 갔을 때 '따귀맞은 사람'이라고 하고 동네사람들을 모두 모인 자리에서 '박영규는 고상순의 엉덩이에 붙은 스티커를 뗐을 뿐 엉덩이를 만질 의도는 전혀 없었다'라고 해명을 해주고 동네사람들은 오해를 푼다. 나중에 박영규가 고맙다고 인사하고 나왔는데 귀가 먹어서 배은망덕한 놈이라고 실망한다.
- 김래원 - 김래원 역, 극중 오혜교의 남자친구로 나왔으나, 추후에 오혜교와 헤어지게 된다.
- 이정호 - 이정호 역, 혜교를 짝사랑하는 남학생. 못생긴 얼굴에 입이 싸고, 배신을 잘해서 주변에서 인기가 없다. 하지만 어른들은 제일 좋아하는 성격이다. 군대 간다는 설정으로 309회를 끝으로 하차하게 된다.
- 김혜옥 - 단역. 김 간호사의 친구 역. 순풍산부인과에 분유를 납품하기 위해 선우용녀에게 옷을 사주는데 이 일을 계기로 분란이 일어난다.
- 이현균 - 단역. 피자가게 배달부 역. 수줍음 많은 재희는 지명의 집에 피자를 배달하러 갈 때마다 미선, 태란, 혜교에게 희롱당하고 결국 울음을 터뜨리게 된다.
- 오제형 - 단역. 신문 배달부. 피자가게 배달부가 사장한테 이르고 미선, 태란, 혜교의 행동을 용녀에게 들킨 후 다음날 바로 신문값을 받으러 왔다가 피자가게 배달부와 똑같이 희롱을 당하는데 피자배달부와 다르게 영문을 모르는 표정으로 웃음을 준다.
- 이정진 - 단역. 혜교의 소개팅남 역. 서울대 법대에 다니는 정진을 만나고 혜교는 래원과 헤어지기로 마음먹는다. 그러나 혜교는 자신이 래원을 뿌리친 방법과 똑같은 방법으로 정진에게 차이고 만다.
- 이주현 - 오태란의 남자친구 역할로 나오게 된다. 직업은 건축설계사이며, 집안도 상당히 좋다. 소심하고 답답한 태도 때문에 처음에는 태란네 가족에게 비호감으로 찍혔으나 오중과 창훈의 코치로 급호감으로 전환하는데 성공하고, 결국 태란과 결혼한다.
- 박정수 - 오정수 역. 오지명의 여동생, 선우용녀의 시누이, 오미선, 오태란, 오소연, 오혜교의 고모. 용녀의 고된 시집살이의 공범이다.
- 이성호 - 김성호(김박사) 역. 어떤 회에서는 김박사랬다 어떤 회에서는 박박사랬다 하면서 오지명의 친구로 등장한다.
- 한규희 - 박규희(박박사) 역. 역시 김박사랬다 박박사랬다 하면서 오지명의 친구로 등장한다. 후반에는 박박사로 고정. 지명과 가장 많이 연락하고 가장 자주 나오는 친구이다. 오로지 일밖에 모르는 지명과 달리 여러 방면에서 재주가 많다.
- 김상순 - 김상순 의학박사 역. 오지명 원장의 중학교 선배.
- 양택조 - 김휘 원장 역. 오지명 원장의 의대 동기인 산부인과 전문의 및 의과대학 겸임교수 김휘 의학박사.
- 이도련 - 고도련 원장 역. 오지명의 의대 동기인 산부인과 전문의 및 의과대학 겸임교수 고도련 의학박사.
- 길달호 - 길주수 전 교수 역. 오지명 원장의 의대 시절 은사인 길주수 의학박사.
- 박종설 - 박종설 역. 아파트 경비원 1.
- 홍순창 - 홍순창 역. 아파트 경비원 2.
- 박윤배 - 박윤배 역. 아파트 경비원 3.
- 임병욱 : 임종인 역
- 강성민 : 김지섭 역
- 송귀현 : 학원 원장 송태섭 역
- 장미화 : 전직 학원 강사 장미화 역
- 봉혜선 : 선우용녀 친구 봉옥선 역
- 전정희 : 선우정희(선우용녀의 막내동생) 역
- 장진
- 유명순 : 유명순 역. 오지명, 오정수의 어머니, 선우용녀의 시어머니, 오미선, 오태란, 오소연, 오혜교의 친할머니, 박영규의 장조모. 살아있는 동안 용녀가 아들도 못낳고 음식도 제대로 못만든다며 구박했다.
- 최주봉 - 최주봉 역. 박영규와 같은 학원에서 학원강사로 일했으며, 타의 추종을 불허하는 구두쇠 기질로 박영규에게 바가지를 여러 번 씌운 것으로 유명하다.
- 이홍렬 - 권홍렬 역. 권오중의 삼촌 역으로 출연했으며, 엄청나게 수다스럽고 입이 가벼운 독특한 캐릭터였다. 또한, 직업이 전문 요리사인 관계로 매번 색다른 요리를 해 주는 것으로 유명했다. 추후 《웬만해선 그들을 막을 수 없다》에 출연했다.
- 이상숙 - 이상숙(권홍렬의 아내) 역. 권오중의 숙모.
- 김성희 - 이성희(이상숙의 여동생) 역. 권오중의 삼촌 권홍렬의 처제.
- 노주현 - 노주현 역. 권오중이 일하는 방송국에서의 PD가 소개해준 유명 지압사로 권오중의 다친 허리를 고쳐주기 위해 집까지 방문했으나, 사소한 것에도 쉽게 삐지는 특유의 성격 때문에 치료 도중 돌아간 것이 수차례나 되었다. 결국 오중은 제대로 지압을 받지 못하는 불운을 겪게 된다. 추후 《웬만해선 그들을 막을 수 없다》에 출연했다.
- 장정연 - 장정연 역. 중간에 교체된 미달, 의찬이 초등학교 담임 선생님
- 기연호 - 지명이 다니던 대학교 동문회 회장 역
- 박용진 - 지명이 다니던 대학교 동문회 회원 역
- 이근우 - 지명이 다니던 대학교 동문회 회원 역
- 박영목 - 박영목 역. 교수. 자신도 영규와 같은 밀양 박씨 귀정공파 후손이지만 귀정공파에는 영규의 일가가 안적혀있다.
- 황덕재 - 밀양 박씨 종친회장 역
- 박영규 - 영규의 6대조 할아버지 역. 영규의 6대조 할아버지는 영규가 알던대로 양반이 아니라 산적이였다.
- 박영규 - 영규의 5대조 할아버지 역. 영규의 5대조 할아버지는 영규가 알던대로 양반이 아니라 조선 8도를 돌아다니던 작두타기 기인이였다.
- 박영규 - 영규의 4대조 할아버지(고조 할아버지) 역. 영규의 고조 할아버지는 박 판서의 마당쇠였지만 도망쳤다.[16]
- 박철민(장년) → 장인한(노년) - 박병자 역. 영규의 할아버지
- 한태일 - 박순철 역. 영규의 아버지
- 윤덕용 - 박덕용 역. 영규의 삼촌
- 윤정근 - 박영규 아역
- 김창만 - 잔치국수집 주인 역
- 윤갑수 - 박영규의 친구, 동료 학원 강사, 부동산 업자 윤갑수 역
- 원석연 - 매니저먼트회사 직원 역
- 김민채 - 371회에 송혜교 인턴 회사 선배 역, 434회에 TV속 뉴스 진행자 역
- 박주미
- 홍승옥 - 용희 역. 용녀의 동생
- 이성미 - 이성미 역. 출산한 산모 겸 미선의 고등학교 친구
- 박용식 - 박용식 역. 신생아 외할아버지
- 이승신 - 이승신 역. 병원 보조 의사 겸, 오중의 고교 동창생
- 김경범 - 초창기부터 고정 배역 없이 각종 김경범 역
- 정성갑 - 58회에 오지명의 의대 동기 역, 279회에 박영규의 어린 시절 회상 장면에 밀양 박씨에 대해 설명하는 할아버지 역
- 윤지민 - TV속 연예 프로그램 진행자 윤지민 역
- 정성화
- 권혁종
- 고진명
- 배종옥
- 민혁
- 최진호 - 17회에 번역작가 시험치는 역, 45회에 오중이에게 파파라치라고 오해사는 남자 역, 119회에 학원강사 역
- 김창남 - 468회에 박영규의 대학생 시절 레코드사 신인가수 오디션 볼 때 다음 참가자 역
- 이종래
- 서학 - 허영란의 아버지 역 (472회 ~ 572회 ~ 631회)
- 승주영
- 현실
- 이경원
- 김현정 - 14회에 오중이와 같이 일하는 방송국에 아는 개그우먼 역, 33회에 예비 산모 역
- 한명숙 - 지명의 처가 식구로 한명숙 역
- 김민주 - 혜교 대학교 동기생으로 김민주 역
- 김세인
- 서범식 - 소연의 친구 남편 서성진 역
- 견미리 - 151회에 진료 상담자 역
- 유정현 - 수현의 사촌 오빠이자, 태란의 소개팅 상대 유정현 역, 45회에 한밤의 TV연예 진행자 유정현 역
- 이소라 - 45회에 한밤의 TV연예 진행자 이소라 역
- 정은숙
- 안여진
- 송석호 - 47회에 오지명네 식구들이 나들이 갔다 싸움났던 옆자리 가족 역
- 김경란 - 615회에 오지명의 이모 역
- 김성일
- 김성희 - 김성희 역. 사이비 포교인, 유혹녀, 미선의 고등학교 친구
- 손영순 - 179회에 예식장 뷔폐에서 할아버지 가발쓴 박영규를 보고 관심 보이는 할머니 역, 575회에 이동기 베고자는 할머니 역
- 유인석
- 유현철 - 4회에 레스토랑 직원 역, 42회에 보일러 수리 기사 역, 389회에 이창훈의 후배들 역
- 윤혜경 - 윤윤주 역. 573회에 혜교 친구, 605회에 허간호사가 하는 건 전부 다 따라 해보는 젊은 산모
- 이경아 - 미선의 여고 동창생 이상미 역
- 이승찬 - 이승찬 역. 미선의 여고 동창생 이상미의 남편
- 조민수
- 주현
- 박원숙
- 나문희
- 김호진
- 김지호
- 이자영 - 2회에 김찬우가 병원에서 작업거는 산모 가족 역
- 김준우 - 3회에 인공수정으로 태어난 아이 아버지 역, 47회에 오중이의 방송국 상사 역
- 금준희
- 홍시호
- 정요숙
- 김민솔 - 독고분녀 손녀이자 조혜련의 딸 김지나 역. 미달에게 자신보다 키가 작다며 언니라고 부르게 하고 괴롭힌다.
- 유형관 : 유형관 역
- 변정수 - 187회에 송혜교 대학교 의상 발표회에 모델 역
- 이진목 - 각각 중국집 주인과 배달부 역 (195회 ~ 210회), 469회에 이창훈의 친구가 부부 집들이 할 때 같이 참석한 친구 역, 552회에 대리운전 부른 승객 역
- 황수관
- 진용욱
- 허진
- 한춘일 - 버스 기사 역
- 홍석천
- 함소원
- 한고은
- 김석훈
- 고소영
- 김상경
- 김상중
- 선우용복
- 이풍운 - 이풍운 역. 미달이 반 친구
- 김연주 - 김연주 역. 오중, 찬우, 인봉이 반한 수영장 안전요원
- 전해룡 - 전해룡 역. 오중의 방송 작가 선배
- 정일모 - 정일모 역조폭 윗 우두머리
- 맹봉학 - 박영규의 친구, 동료 학원 강사 역
- 이정성 - 480회에 박영규 아는 후배 역, 596회에 예능 프로 진행자 역, 621회에 가짜 약재 보도하는 TV속 기자 역
- 김승욱 - 박영규의 친구, 동료 학원 강사, 이벤트 회사 차린 권오중이 고향 선배 역
- 박우영 - 480회에 돈 안 쓰고 술과 밥을 먹을 수 있는 방법에 얽힌 박영규의 오랜 친구 박우영 역
- 홍민우 - 489회에 오지명의 고향 마을 사람 역
- 정대홍 - 489회에 오지명의 고향 마을 사람 역
- 윤성훈 - 491회에 정배가 상상하는 초등학교 생활 속 등장하는 생활지도부 선생님 역, 588회에 이창훈의 친구 역
- 박천심 - 505회에 박영규의 고모 역
- 이인숙 - 509회에 박영규에게 꿔준 돈 받으러 온 사람 역
- 정종현 - 513회에 수도관 배관 설계사 역, 544회에 표인봉에게 도둑질 하는 광경을 들킨 후 위협을 가하는 도둑 패거리 역, 617회에 소방대원 역
- 김효원 - 오지명의 은사 바위 역
- 최재호 - 528회에 박영규의 생명의 은인 에피소드에 얽힌 사람이자 순풍산부인과에 파견 근무하러 온 선생 역
- 박시은
- 추은주
- 오대규
- 손창민
- 한지영
- 김가연
- 김채연
- 강승연
- 강성연
- 김현주
- 김하늘
- 김현수
- 이승연
- 이영애
- 김민선 - 김민선 역. 혜교 대학교 동기 생
- 김재원 - 김재원 역. 초창기 때부터 병원 사무 보조원으로 출연하며 이렇다할 대사 없이 대부분 차트 정리 하는 모습만 보여주며 조용히 출연한 사람
- 양파
- 문희준
- 장우혁
- 강타
- 이재원
- 토니 안(이상 H.O.T.)
- 유수영
- 바다
- 유진(이상 S.E.S.)
- 이성진
- 천명훈
- 노유민
- 문성훈
- 故 김환성(이상 NRG)
- 신정환
- 탁재훈
- OPPA
- 남은정 - 남은정 역. 미달이, 의찬이 유치원 선생님
- 임대호 - 임대호 역. 무정자증 환자
- 김형준 - 김준혁 역. 세 차례 혜교의 대학교 선배
- 이수아 - 이해영 역. 소연의 고등학교 친구
- 故 박주아 - 정은숙 역. 지명의 옛 애인
- 염경환 - 145회에 이벤트 진행자 역, 213회에 김찬우네 집에 놀러온 친구 역, 229회에 이태란의 소개팅남 친구 역, 251회에 호기심 해결 프로그램 진행자 역
- 서문경 - 147회에 노트북 방문 수리 기사 역, 469회에 이창훈의 친구 부부 집들이 할 때 참석한 친구 역, 620회에 조직의 두목 비서 역
- 박준석
- 손소영 - 혜교 친구, 미달이 미래의 모습 손소영 역
- 나재균 - 후반부에 영규의 학원 동료 강사 역
- 윤동환
- 라재웅
- 신주리
- 이동윤
- 김영민
- 한희 - 중반부에 혜교 친구 한민주 역
- 홍수현
- 류덕환 - 1999년 당시 미달과 의찬의 5학년 선배 역.
- 정재훈
- 한복희 - 박영규의 동네 이웃 역
- 변신호
- 성인자
- 주부진
- 이미경 - 영규의 옛 학원 동료 역
- 엄지원 - 소연의 레지던트 선배로 짤막하게 엄지원 역
- 변우민 - 소연의 대학써클 선배 겸, 인기 탤런트 변우민 역
- 박형준 - 김찬우와 중, 고등학교 동창이자 조폭 두목 박해경 역
- 박세준 - 131회에 김찬우의 집에 놀러온 친구 역
- 박소현
- 박상아
- 박상민 - 원숭이 주인 역
- 임성훈 - 특명! 아빠의 도전 진행자 역
- 최영아 - 특명! 아빠의 도전 진행자 역
- 김소원
- 이현경
- 박경림 - 박육심 역, 오혜교의 고등학교 동창이기도 하다. 추후 본 시트콤을 연출한 김병욱PD의 2005년작 《귀엽거나 미치거나》에 출연했었다.
- 이봉원 - 박미선의 남편으로 응원차 특별출연 하였다.
- 이상우 - 이상우 역. 김찬우의 아는 형으로 출연했다.
- 박은혜 - 40화 소연에게 추파를 던지는 바람둥이 사진기사 현석이 꼬시려는 카페녀
- 김애경 - '독고분녀' 역으로 용녀의 친구이며, 말이 좋아 친구지, 용녀에겐 잘난척을 일삼기로 해서 용녀가 제일 싫어하는 친구다.
- 조혜련 - 미선 친구 역. 용녀 친구인 애경(독고분녀 역)의 딸로, 애경(독고분녀 역)과 성격이 똑같다. 그래서 역시 미선이 제일 싫어하는 친구다. 이외에도 병원에 입원한 옥소리(실제 연예인역이었다.)의 병문안을 오는 진짜 개그맨역으로 우정출연도 했었다.
- 이원용 - 이원용(혜련 남편) 역. 미선의 초대로 지명집에 방문해서 영규에게 간접적으로 시비를 붙여 영규의 화를 돋구었다. 영규와 권투대결에서 완승을 거두었다.
- 김형일 - 미선이 아침운동 나갔다 잠시 반했었던 불륜남 역.
- 김혜수 - 김혜수 플러스유 진행자 역
- 고재근 - Y2K 멤버 역
- 마츠오 유이치 - Y2K 멤버 역
- 마츠오 코지 - Y2K 멤버 역
- 故 이낙훈 - 박순철(박영규의 아버지) 역 (12회, 109~110회)
- 남능미 - 남능미(박영규의 어머니) 역.
- 故 여운계 - 욕쟁이 할머니 보리밥집 주인.
- 홍순창 - 찬우와 오중이 사는 아파트 경비 역. 추후 하이킥 1, 2, 3 시리즈에 다 출연하면서 김병욱 PD와의 인연을 맺었다.
- 김하림 - 지명의 친구, 내과 전문의 김영남 박사 역
- 김을동 - 지명의 고모 오을동 역
- 공형진 - 김 간호사의 남동생 역 (134회), 순풍산부인과에서 태어난 네 쌍둥이의 아빠 역
- 허현호 - 지명이 베트남전쟁 때 베트콩의 포로로 잡혀있을 때 구해줬던 전대위. 추후 자기 딸을 오지명의 병원에 취직시켜달라고 부탁한다.
- 김정선 - 송선미가 하차하고 허영란이 등장할 무렵 오지명의 생명의 은인[17]의 딸. 오지명이 허영란을 새 간호사로 낙점한 후 은인이 자기 딸을 병원에 취직시켜달라고 부탁하여 허영란이 밀려나는듯 했지만 허영란에게 '거슬리니까 내 눈앞에서 없어졌으면 좋겠다'라는 말을 내뱉고 허영란에게 봉변을 당하고 나가게 된다.
- 故 강수연 - 김찬우 지인 역. 김찬우와 자주 연락하는 사이인듯 했으나 결혼한다는 한마디와 함께 사라졌다.
- 김성령 - 김찬우 전처 역. 김찬우에게 의찬이를 보게 해달라고 하지만 거절당하고, 옷을 사주면서 의찬이에게 입혀주라고 한다. 찬우는 겨우 허락하고, 의찬이가 다니는 학교 앞에서 마침내 자기가 산 옷을 입은 의찬이를 보게 된다. 마침 지갑을 떨어트리고 의찬이가 지갑을 주워주며 재회를 하지만 의찬이의 이름만 물어보고 헤어지게 된다.
- 옥소리 - 환자역. 실제 연예인역으로 나온다. 입원하자마자 병원식구들과 오미선, 오혜교까지 동원하여 주위를 계속 맴돈다.
- 박철 - 김찬우 친구역. 매우 4차원이고 엉뚱한 말과 행동을 많이 저지른다.
- 한성주 - 학습지교사 역으로 찬우집에 학습지안내를 하러 왔다가 찬우와 의찬이가 동시에 반해서 안해도 될 학습지를 하게 된다. 찬우는 이에 공을 들이지만 학습지교사는 오중에게 관심이 있는 눈치. 심지어 찬우에게 오중의 여자친구가 있냐고 물어보고 찬우와 의찬은 오중에게 삐지게 된다.
- 정진수 - 오태란 소개팅남 역. 오중의 주선으로 태란과 소개팅을 하게 된다. 성격은 남자 중의 남자이지만, 수북수북한 털, 참외배꼽, 당나귀귀로 일반인들과 다르게 돌연변이형의 인간이다. 태란도 처음에는 성격이 좋아서 몇번 만나다가 결국 도망간다.
- 오승명 - 오지명의 친구 주박사 역 (제66회)
- 임창정 - 오지명의 중학교 시절 담임교사 역 (제66회)
- 송대관 - 안경점 주인 역
- 박광현 - 지훈 역
- 최성민 - 초등학교 미달이와 의찬이 담임선생님 역
- 김정현 - 오토바이 날치기 역. 혜교를 불량배로부터 구해주고, 오토바이를 타고 날치기 하다가 결국 경찰에 붙잡힌다.
- 송희아 - 미달이와 의찬이의 유치원 보육교사 역
- 고미영 - 한수연 역. 찬우가 은근히 마음을 주던 소연이 미국으로 유학을 떠난 후 찬우랑 사귀던 애인으로, 소연 대신 투입된 태란과 찬우의 러브라인이 형성되면서 헤어지고 하차하게 된다. 우연히 태란과 함께 있는 찬우를 보고는 울컥하는 마음에 술 먹고 찬우네 집으로 찾아가 꼬장을 부리기도 한다. (제200회), 찬우랑 우연히 카페에서 만나게 되는데 곧 결혼한다는 얘기를 하고 헤어진다. (제235회)
- 송금식 - 조직폭력배 역
- 이미영 - 고상미 역. 고상순의 동생 남편에게 쫓기던 상미는 영규네집으로 도망을 온다 가족들은 안쓰러운 마음에 있게 하지만 얄미운짓만 골라하다 남편이 용서를 해주면서 집으로 돌아간다.
- 이정섭 - 이정섭 역. 박영규의 선배 역
- 수애 - 이연진 역. 이창훈의 여동생 역
- 진미령
- 전민혜 - 121회에 권오중의 대학 후배 혜신 역
- 故 김인문 - 지명 중학교 동창 김용태(용가리) 역
- 故 김수진 - 찬우, 오중, 인봉이 반하는 중국집, 주유소 알바생 역
- 故 정다빈 - 534회에 방송국에서 오중이와 같이 일하는 후배 작가 정유리 역
- 故 남윤정 - 초창기부터 오지명 원장의 첫사랑 백진미 역
- 정재순 - 정재순(이주현의 어머니) 역
- 배수빈 - 외치는 이주현의 친구 역
- 강래연 - 혜교 친구 강민주 역
- 송승현 - 538회에 빈센트에 노래에 얽힌 권오중이 에피소드 중 고등학교 방송부 시절 빈센트 노래를 자주 신청했던 여학생 역, 546회에 스승의 날 유일무이하게 박영규에게 선물을 건넸던 학원 수강생 역, 권오중의 동료 방송 작가 역 (559회 ~ 582회)
- 전혜진 - 538회에 빈센트 노래에 얽힌 이창훈의 에피소드 중 옛사랑 수현 역
- 이경실
- 이명숙 - 242회에 송혜교, 박미선이 다이어트 하려고 등록한 단식원에서 만난 회원 역, 307회에 선우용녀 친구 역, 592회에 곗돈 떼어먹고 큰소리치는 여자 역
- 이진주 - 242회에 송혜교, 박미선이 다이어트 하려고 등록한 단식원에서 만난 회원 역
- 손호균 - 250회에 경찰관 역
- 유정화 - 251회에 김간호사 몰래 만난 표인봉의 옛 애인 정화 역
- 김혁 - 미선이 등록한 헬스클럽 코치 역
- 전재룡 - 491회에 정배가 상상하는 학교 생활 속에 등장하는 담임 선생님 역, 641회에 인봉의 초등학교 동창이자 동네 자율방범대장 역
- 안성민 - 허영란에 반하는 이창훈의 후배 준호 역
- 정은아 - 권오중, 이창훈네 옆집에 이사 온 이웃 여자 역
- 최한호 - 상미의 남편 역
- 한춘일
- 허장 - 박영규의 친구, 동료 학원 강사, 문구점 주인, 슈퍼마켓 주인 역
- 이재황
- 강용석 - 134회에 송혜교, 박미선에게 헌팅 제안하는 남학생 역
- 양현태 - 134회에 송혜교, 박미선에게 헌팅 제안하는 남학생 역, 438회에 송혜교 소개팅 상대남 역
- 최은숙 - 63회에 그룹 회장 부인 역, 177회에 지명네 초대된 도벽끼 있는 협회 회장 부인 역
- 최정식 - 박영규의 친구 역
- 최성웅
- 요가 다니엘 - 66회에 지명을 수련하는 요가 강사 역
- 임홍식 - 비디오 가게 할아버지, 택시기사, 학원생 아버지 역
- 이주나
- 곽정희 - 126회에 동네 슈퍼 주인 역, 313회에 선우용녀 친구 학자 역
- 김윤희 - 27회에 진료 상담하는 예비산모 역
- 김호상 - 27회에 양다리 걸치고 다니는 송혜교의 이성친구 역
- 이영후 - 이영후 역. 이창훈의 아버지.
- 김복희 - 주로 산모 시어머니 역
- 전성애 - 548회에 TV속 노래자랑 참가자 역
- 김태종
- 최정원 - 559회에 권오중의 동료 방송 작가 역
- 방진의 - 559회에 권오중의 동료 방송 작가 역, 657회에 허영란의 친구 역
- 신준영 - 561회에 박미선이 사무직으로 잠시 일할 때 성희롱한 남자 직원 역, 598회에 박영규가 병원에 설치에 해놓은 커피 자판기에 바퀴벌레 나왔다고 따지는 남자 역, 634회에 표인봉의 친구 부부 모임에 참석자 역
- 이현숙 - 570회에 결혼 기념 이벤트 컨설팅 역, 635회에 학원 강사 와이프 역
- 차룡 - 581회에 권오중, 이창훈과 목욕탕에서 마주친 조폭 역
- 유금 - 587회에 권오중, 이창훈 옆집 이웃 역, 641회에 나이트 부킹 상대자로 만난 이창훈의 고등학교 시절 학교 선생님 역
- 이경희 - 594회에 박영규의 천적인 동료 학원 강사 최주봉의 아내 역
- 김보미 - 박영규가 강의하는 학원 원장 역 (607회 ~ 635회)
- 기정수 - 619회에 오지명의 대학 동기 역
- 안승훈 - 623회에 박미선을 모델로 섭외한 사진작가 역
- 박영희 - 632회에 송혜교의 친구 박소영 역
- 김윤경 - 22회에 오중이 잠시 집 나갔을 때 방 보러 온 여자1 역
- 김정은
- 김희선
- 구자미
- 강우경
- 김유리
- 권혁호 - 257회에 박영규의 방 창문을 깨고 도망간 아이 아버지 역
- 신동엽
- 허준호 - 257회에 박영규의 방 창문을 깨고 도망간 아이 삼촌 역
- 최병학 - 지명의 모교 의과대학 동문회 회장 역
- 김정은
- 고호경
- 김윤정
- 고주희
- 구본영
- 권민중
- 김단비
- 권이지
- 김태연
- 김민희
- 김지연
- 김태희
- 김신록
- 김사랑
- 김보영
- 공효진
- 김현진
- 김주일
- 이영범 - 1회에 진료상담자 남편 역
- 노유정 - 1회에 진료상담자 역
- 송은이
- 송은영 - 38회에 영규가 영어 과외 가르치는 날라리 학생 영선 공부에는 안중에도 없고 우연희 본 오중에게 반하면서 당돌하게 대쉬한 송은영 역, 260회에 김래원이 고등학교 써클 친구 선영 역
- 김지혜
- 김선아
- 홍서범 - 10회에 진료 상담하러 부부 역
- 조갑경 - 10회에 진료 상담하러 부부 역
- 옥승일
- 오아랑 - 주로 산모 역
- 황미선
- 민경조 - 미선 친구 이외 민경조 역
- 김희정 - 37회에 미달이가 등록하려 했던 영재학원 선생 역, 109회에 지명네 놀러온 친척 역
- 이승형
- 이진아
- 최준용
- 김나운
- 양희경
- 김동석 - 8회에 치과 의사 역, 21회에 산모 남편 역
- 손종범 - 하버드대 유명한 의사 사칭한 사기꾼 역
- 이혜근 - 지명의 대학 시절 짝사랑한 여자로 회상 장면 이혜근 역
- 김홍표
- 권도경
- 운기호 - 75회에 김찬우의 친구 역, 507회에 이태란과 맞선 본 상대 역
- 오영채
- 유진희 - 45회에 출산을 앞둔 변우민 아내 역, 미선이의 고등학교 양숙 동창 진희 역 (191회 ~ 200회 ~ 236회)
- 김진희 - 권오중, 이창훈네 옆집에 이사 온 괴이한 성대를 가진 이웃 여자 역
- 이정욱
- 노경주 - 송혜교가 지원한 인턴 회사 상사 박수진 역
- 정재연 - 송혜교의 인턴 동기 역
- 조수경 - 송혜교의 인턴 동기 역
- 남정희 - 오지명네 초대된 장관의 아내 역
- 박준하 - 미달에게 러브레터를 건네며 고백한 같은 반 아이 역
- 김광인
- 고동현
- 김영미 - 김찬우, 권오중네 옆집에 이사 온 인기 탤런트 역
- 타이론 우즈
- 한선구 - 미달이의 동네 친구 역
- 박은빈 - 정배가 첫눈에 반한 수지 역
- 정준환 - 후반부에 미달, 의찬, 정배, 세미나 동네 친구 성태 역
- 김태영 - 재판장, 박영규의 친구, 동료 학원 강사 역
- 류시현 - 264회에 TV속 건강 정보 프로그램 리포터 역
- 강미 - 286회에 개미만한 목소리로 중얼대는 김찬우 소개팅 상대 여성의 어머니 역, 305회에 술집 마당 역, 489회에 오지명의 처가댁 식구 역
- 박현숙
- 박규점
- 김태진 ... 1998년 당시 미달이의 짝사랑 초등학교 6학년 오빠 김태진 역
- 고태산
- 김태진 ... 1998년 당시 미달이를 짝사랑하는 초등학교 2학년 오빠 김동준 역
- 임정은
- 허이준 - 경찰관, 방송작가, 촬영 감독 역
- 오세헌 - 219회에 태란이가 선 본 상대 남자 역
- 김유라 - 223회에 수영장 회원 역, 356회에 원장 와이프 역, 370회에 오지명네 친척 역, 594회에 술집 주인 역
- 이영준 - 224회에 학원 빠지고 놀러 다니는 박영규의 학원 수강생 철수 역, 권오중이 옆집에 이사온 형제 기홍 역 (315회 ~ 321회), 372회에 기남 역
- 김건호
- 김소원 - 403회에 보건복지부 장관 부인 역
- 민경원
- 양형호 - 405회에 미달이 사찰 예절 가르치는 스님 역
- 이엘리 - 421회에 오중이와 일하는 방송국 막내 작가 김은영 역
- 이미숙
- 곽상호 - 427회에 파견근무 나온 이주현의 친동생 역, 482회에 신문 배달부 역, 615회에 오중이에게 훈계 받고 보복하는 학생 역
- 장진 - 썰렁 개그와 유치한 놀이를 좋아하는 테란이의 연인 장진 역 (443회 ~ 453회), 466회에 만날수록 다름을 느끼는 성격 차이와 결혼 후에 살림에만 전념하라는 요구를 받아들이지 못하는 장진 역
- 이순용 - 박영규의 동료 학원강사 역
- 김홍수 - 박영규의 동료 학원강사, 문구점 주인, 비디오 가게 사장 역
- 김석만 - 446회에 학원 파업 집회에 동참한 박영규의 동료 학원 강사 역
- 김형찬 - 446회에 학원 파업 집회에 동참한 박영규의 동료 학원 강사 역
- 리키 - 449회에 상처에 얽힌 오지명의 에피소드 중 깡페 10명과 싸웠다던 패거리 우두머리 역
- 한순례 - 454회에 병원에 입원 접수하러 온 탤런트 옥소리 보호자 역, 591회에 버스에 탑승한 할머니 역
- 엄동환
- 설태영 - 226회에 김래원이랑 같이 미팅 나갔던 친구 역
- 황봉알 - 213회에 김찬우네 집에 놀러온 친구 역, 229회에 이태란이 소개팅남 친구 역
- 채승리 - 21회에 병원 침상에 누워있는 산모 역
- 서미애 - 세미나 엄마 역
- 김선기 - 22회에 체육관에서 만난 송혜교 아는 선배 역
- 이상훈 - 22회에 송혜교 대학교 친구 역, 114회에 일일 호프 같이 준비하는 선배 역, 217회에 송혜교가 좋아했던 대학 선배 하용 역
- 이상은 - 592회에 미달, 의찬이의 담임선생님 역
- 장은비 - 18회에 찬우, 오중이 구하는 가사도우미 지원자 역, 52회에 새 간호사 면접 볼 때 공주병스러운 면접 지원자 역, 90회에 찬우와 소개팅한 보라 매니아 연정 역, 173회에 보습학원 강사 면접 지원자 역, 223회에 의처증 환자 수준인 남편에게 시달리는 아내 역
- 임유진
- 원기준 - 허영란에게 반한 이창훈의 고등학교 후배 정수 역
- 김남진 - 미선의 친구 연하 남편 김남진 역
- 김충렬
- 송지은
- 편일태 - 40회에 바람둥이 사진작가로 현석 역, 372회에 영란이 친오빠 영민 역, 578회에 송혜교의 남자친구 역
- 이은희 - 235회에 찬우가 발렌타인데이에 옛 애인들에게 전화를 걸었을 때 유일하게 연락된 수경 역
- 신은정
- 김영철 - 초창기부터 고정 배역 없이 갖가지 김영철 역
- 이경화 - 4회에 오중이의 대학 동창 연인 역, 107회에 송간호사 친구 역, 128회에 오중이의 친구 부부 역
- 김명민 - 촬영 감독 김명민 역
- 서권순 - 초기에 주로 소아과 개업 원장 와이프 역
- 한선교 - 한선교의 좋은아침 사회자 역
- 김민영 - 치과 간호사, 소연 친구 김민영 역
- 문지연 - 각각 산모, 창훈의 친구 역
- 김준호 - 짜장면 집 배달부로 짤막한 김준호 역
- 심양홍 - 영규가 면접 보러간 학원 원장 역
- 주진모 - 소연의 대학 친구 역
- 태사자 - 30회에 과거 영규가 가르쳤던 인연의 영어 과외 학생 역
- 이주현
- 박지원
- 장현성 - 371회에 송혜교 인턴 선배 역, 409회에 대학 시절 소연, 창훈이 알고 지낸 사이 역, TV속 현장 기자 역 (434회 ~ 516회), 552회에 호프집 손님 역
- 김명중 - 박영규의 동료 학원 강사 역
- 이한위 - 양복 CF 감독 역
- 박형재 - 태란과 소개팅한 조각가 역
- 공재원
- 김영 - 669회에 시조 감독관 역, 678회에 박영규에게 강사 스카우트 제의하는 동진학원 관계자 역
- 양세윤 - 670회에 입원한 산모 역
- 백신 - 672회에 이창훈의 옛 친구 역
- 성동일 - 산모 남편으로 몇 차례 성동일 역
- 오주이 - 혜교 대학 동기생으로 오주이 역
- 박성혜 - 9회에 찬우가 병원에서 작업 걸렸던 상대 여성 역
- 이선진 - 찬우와 소개팅한 터프한 성격의 사회부 기자 이선진 역
- 현숙희
- 백희수 - 산부인과 전문의 역
- 박준형 - 찬우, 오중이 사는 아파트 옆집에 이사 온 교포 출신 쭌은 박준형 역
- 안해숙 - 지명의 대학시절 하숙집 딸 상희 역
- 서갑숙 - 38회에 영규에게 과외 받는 영선의 어머니 역, 58회에 송혜교를 좋아하는 곽현식의 어머니 역
- 박주희 - 찬우를 좋아하며 쫓아다녔던 박성민 역
- 이재은
- 서재경
- 전역산 - 66회에 오지명의 학창 시절 역
- 곽정욱
- 김지선 - 212회에 미달이 놀이터 친구 역
- 노형욱
- 정태우
- 윤동원
- 인병국
- 오승준 - 권오중의 어린시절, 지명의 집 유리창을 깬 아이 역
- 맹세창 - 미달, 의찬이 유치원 친구 중에 한 명으로 가끔 맹세창 역
- 김학준 - 새로 전학 오게 된 미달이의 짝꿍이자, 영규가 강의하는 학원 원장 아들 황정태 역
- 은원재 - 544회에 미달, 의찬이와 같은 반 친구 역, 555회에 놀이터에서 미달이에게 얻어맞은 아이 역
- 조중휘 - 662회에 로테이션된 조성태 역
- 강기화
- 류현경
- 노희지
- 전유경
- 최우혁
- 최정 - 어린 권오중 역
- 오승윤 - 권오중의 초등학교 반 친구 윤기원 군의 어린 시절 역
- 지윤환 - 157회에 선우용녀 곗돈 떼어먹은 계주의 아들 역, 602회에 박미선의 고등학교 동창 아들이자 미달이가 놀이터에서 새로 사귄 친구 민철 역, 667회에 박영규의 어린시절 역
- 김희정 - 정배가 반한 같은 반 친구 김마리 역
- 이문식 - 673회에 찜질방 홍보하는 사장 역, 677회에 검도 관장 역
- 민지환 - 163회에 박영규가 면접 지원한 학원 원장이자 오지명의 고등학교 동문 황성복 역
- 최명수 - 167회에 오지명의 은사 역, 371회에 오지명네 저녁 식사에 초대된 장관 역
- 김영인
- 김홍석 - 박영규가 면접 합격한 학원 원장 김홍석 역 (173회 ~ 271회)
- 유승준
- 김성겸 - 인물이 각기 다른 회장으로 김성겸 역
- 엄태웅
- 허현호 - 지명의 대학 동기생 허현호 역
- 이호성 - 107회에 지저분한 행동이 몸에 베여있는 선우용녀의 막내동생 용복 역
- 이주원 - 119회에 각각 학원 경리와 강사 역
- 박지원 - 119회에 각각 학원 경리와 강사 역
- 김한규
- 이웅호 - 외계인 같은 신체를 가진 태란의 소개팅 상대 역
- 구준엽
- 강원래
- 신신범 - 294회에 전자 기기 수리사 역, 370회에 오지명의 친척 식구 역, 384회에 박영규가 강의하는 학원 원장 역
- 김미옥 - 296회에 미선이의 집에 놀러 온 친구 역
- 김용헌 - 43회에 주래 부탁하는 오지명의 대학 후배 성우 역, 박영규의 동료 학원 강사 역 (352회 ~ 356회)
- 조선주 - 41회에 미달이가 등록한 피아노 학원 선생 역, 61회에 오중이를 집요하게 짝사랑하는 방송국 후배 미영 역, 76회에 레스토랑에 자리가 부족할 때 영규와 합석하는 여자 역, 90회에 오중이의 아는 수배 수정 역, 258회에 표인봉의 친구 애인 역
- 김미희
- 방경림 - 198회에 이정호가 송혜교 질투심 유발하기 위해 데려온 당구장 누나 혜정 역
- 황정미
- 故 김주혁
- 박미영 - 103회에 표인봉을 들들 볶으며 괴롭히는 여자 역, 119회에 박영규가 면접보러 간 학원에 다시 복직 시켜달라고 사정하는 전 학원 강사 역, 258회에 오지명의 5촌 조카 대열의 전 여자친구 역, 268회에 물건 빌려달라고 애걸복걸하는 권오중, 김찬우 윗집에 이사온 부부 역, 468회에 권오중이 꿈 대학 시절 여자친구 역
- 조권탁
- 박윤현
- 권오영
- 김형범
- 도기석
- 백승욱
- 김민정
- 원숙희
- 이다연
- 김수련
- 황금희
- 변희봉 - 292회에 오중의 아버지 권희봉 역, 649회에 지명의 은사 변희봉 전직 의대 교수 역
- 김성훈
- 전유성 - 영규의 옛 학원 동료 역
- 송재희 - 혜교가 인턴으로 들어간 의상 회사 사원 역
- 최지연 - 혜교 인턴 회사 동기생 중에 한 명으로 짤막하게 최지연 역
- 강정화 - 찬우가 상상하는 소개팅 상대 역
- 이민영 - 찬우, 오중이네 옆집에 이사와서 머슴 부리 듯 일시키는 이웃 여자 역
- 정재곤 - 호기심 실험을 즐기는 태란의 소개팅 역
- 황덕재 - 지명에게 흉상 만들어 준 조각가 역
- 이형철 - 태란과 소개팅한 야구선수 역
- 이매리 - 한강병원에서 파견 나온 이매리 선생님 역
- 이숙 - 동네 이웃, 용녀 친구 이숙 역
- 김기현 - 오지명의 친구 의학박사 및 전직 의대 겸임교수 박기현 원장 역
- 홍진희 - 29회에 찬우 꼬시는 현경 역, 610회에 순풍에 출산하러 온 유명한 디자이너 샤넬 홍 현경 역
- 서영애 - 후반부에 가끔 용녀 친구 서영애 역
- 이대로 - 홍수현의 아버지 홍대로 역
- 조영구 - 179회에 도전!! 불가능은 없다 진행자 역, 461회에 TV 속 연예 프로그램 진행자 역
- 박신양 - 방송PD 역

## 결방 사유
- 1998년 6월 26일 : 1998 프랑스 월드컵 〈일본 : 자메이카〉 중계 방송으로 인한 결방.
- 1998년 8월 17일 : SBS 납량특집드라마 〈성형미인 - 1부〉 방송으로 인한 결방.
- 1998년 10월 1일 : 98 한국 슈퍼 엘리트 모델 선발대회 전야제 방송으로 인한 결방.
- 1998년 10월 2일 : 98 한국 슈퍼 엘리트 모델 선발대회 방송으로 인한 결방.
- 1998년 10월 5일 ~ 10월 6일 : 추석특집 방송으로 인한 결방.
- 1998년 10월 9일 : 98 프로야구 준플레이오프 1차전 〈두산 베어스 : LG 트윈스〉 중계방송으로 인한 결방.
- 1998년 10월 28일 : 98 프로야구 한국시리즈 5차전 〈현대 유니콘스 : LG 트윈스〉 중계방송으로 인한 결방.
- 1998년 12월 11일 : 방콕 아시안 게임 야구 〈한국 : 대만〉 중계방송으로 인한 결방.
- 1998년 12월 28일 : 송년특집 '98 빅스타 명장면' 방송으로 인한 결방.
- 1998년 12월 29일 : 98 SBS 연기대상 방송으로 인한 결방.
- 1998년 12월 30일 : 송년특집 '공포의 한일전' 방송으로 인한 결방.
- 1999년 1월 1일 : 신년특집 '시트콤가족 총출동' 방송으로 인한 결방.
- 1999년 1월 20일 ~ 1월 21일 : 신년SF대작 〈배트맨〉 방송으로 인한 결방.
- 1999년 2월 15일 ~ 2월 17일 : 설날특집 방송으로 인한 결방.
- 1999년 2월 23일 : 국난극복 1주년 희망 음악회 방송으로 인한 결방.
- 1999년 4월 12일 : 99 세계 청소년 축구 선수권대회 특집 '여기는 나이지리아' 방송으로 인한 결방.
- 1999년 6월 25일 : 세계 불우 어린이돕기 〈마이클잭슨과 친구들〉 방송으로 인한 결방.
- 1999년 9월 6일 : 가을맞이 액션대작 〈이레이저〉 방송으로 인한 결방.
- 1999년 9월 17일 : 99 한국 슈퍼 엘리트 모델 선발대회 방송으로 인한 결방.
- 1999년 9월 23일 ~ 9월 24일 : 추석특집 방송으로 인한 결방.
- 1999년 12월 29일 : 99 SBS 가요대전 방송으로 인한 결방.
- 1999년 12월 30일 : 굿바이 1999 〈아이 러브 SBS〉 방송으로 인한 결방.
- 1999년 12월 31일 : 99 SBS 연기대상 방송으로 인한 결방.
- 2000년 4월 10일 : 뉴스 특보 편성으로 결방.
- 2000년 4월 28일 : 뉴스 특보 편성으로 결방.
- 2000년 7월 28일 : 한중 축구 정기전 중계방송으로 인한 결방.
- 2000년 9월 13일 : 추석특집 방송으로 인한 결방.
- 2000년 9월 18일 : 시드니 올림픽 중계방송으로 인한 결방.
- 2000년 10월 27일 : 뉴스 특보 편성으로 결방.
- 2000년 10월 30일 : 2000 프로야구 한국시리즈 1차전 〈두산 베어스 : 현대 유니콘스〉 중계방송으로 인한 결방.
- 2000년 11월 7일 : 2000 프로야구 한국시리즈 7차전 〈두산 베어스 : 현대 유니콘스〉 중계방송으로 인한 결방.
- 2000년 11월 13일 ~ 11월 14일 : 창사 특집 방송으로 인한 결방.

## 시청률
- 2000년 당시에 평균 시청률은 20.7%[18](혹은 23.8%: 2000년에 방영된 TV 프로그램 전체 중 공동 20위[19])를 기록하였다.

## 참고사항
- 당시 9시라는 시간대에도 불구하고 평균 시청률이 25%를 넘어가고 다양한 유행어를 낳는 등 시트콤으로서 드라마 정극을 뛰어넘는 인기를 누렸는데 KBS가 2000년 봄 개편 전까지[20] 2TV 일일드라마와 일일시트콤을 방영하지 않았던 터라 '어부지리'라는 혹평을 받았으며 이 작품의 등장으로 한국형 시트콤의 역사가 완전히 새로 쓰였다는 평을 받았다.
- 그러나 566화 이후로는 소재 고갈과 동시에 다수의 작가진이 교체되고 600화 이후에는 주요 출연진들마저 대거 이탈하는 등의 악재가 겹치면서[21] 시청률이 하락했으나, 그래도 높은 인기로 2년간 방영되었다.
- SBS는 해당 프로그램 후속으로 《카이스트》를 내보낼 예정이었으나[22], 해당 드라마가 높은 인기로 여러 차례 연장함에 따라 일요드라마로 편성이 변경됐다.
- 해당 프로그램을 통해[23] 일일 시트콤(9시 20분)이 부활됨에 따라 월~목 9시에 방송된 SBS 일일드라마는 《지평선 너머》 후속작 《서울 탱고》부터 《해 뜨는 집》까지 한동안 월~금 8시 50분에 방영됐다.
- 1999년과 2000년에 시트콤 분야 1위를 차지하였으며 선우용녀 자리에는 김윤경이 물망에 올랐으나 당시 출연 중이었던 KBS 2TV 《아씨》(극중 윤부인 역)[24] 스케줄과 맞물려 불발됐고 미달이 아빠 역은 이덕화가 거론됐지만[25] 무산됐으며 이 과정에서 <봉 클리닉> 대신 <순풍산부인과>로 제목이 바뀌었다.
- 2022년 5월 4일 일일칠 유튜브 채널에서 김성은과 김성민이 출연했다. 내용은 순풍산부인과 세계관을 잇는 시트콤을 촬영 중 이라고 언급했고, 순풍산부인과 배우들도 출연 한다고 말했다. 17:48분에 관련 인터뷰가 나온다.
- SB S시트콤 순풍산부인과가 13일 넷플릭스에 입성해 정식 서비스를 시작했다.
- TV 조선 뽕숭아학당 67회에서 SBS 시트콤 순풍산부인과 365회 미달이 방학 숙제 장면을 패러디했다.
- 박영규는 KBS 수목 시트콤 빌런의 나라에 출연한다.
- 2025년 현재 시즌2나 속편에 관한 이야기는 없는 걸로 보인다.
- 빵꾸똥꾸의 원조는 미달이가 먼저라고 한다.
- 현재 시트콤은 KBS에서 방영한다.
- 박영규는 TV 조선 월목 시트콤 너의 등짝에 스매싱에도 출연했다.
- 박영규는 시트콤 지붕 뚫고 하이킥에도 출연했다.
- 시트콤인데 동물들이 많이 나온다. 16화 원숭이, 64화 앵무새, 209화 뱀 214회 병아리 외 많은 동물들이 출연한다.
- 353회에서 포켓몬 빵이 등장한다.
- 극본 이름도 김의찬인데 출연 캐릭터 이름도 김의찬이다.
- 박미달(김성은)과 김의찬(김성민)은 tvN 일일 시트콤 감자별2013QR3에서 15년만에 재회한다.
- 인생술집 91회에서 박미선의 인생작은 순풍산부인과 라고 말했다. 그 외에도 다수 작품을 언급했다.
- 해피투게더 3에서 박영규,선우용여가 박미선과 재회했다.

## 같이 보기
- LA아리랑